# Dermeval Mendes da Rocha
Dermeval Mendes da Rocha (Bertolínia, 2 de agosto de 1892 – Bertolínia, 21 de outubro de 1982) foi um político, servidor público e proprietário rural, que chefiou a política em Bertolínia durante meio século.

## Biografia
Filho do capitão da guarda nacional e intendente municipal Valentim Francisco Mendes da Rocha e de sua primeira esposa, Idalina Zenóbia da Rocha.
Criado em Bertolínia, onde encetou seus estudos, cedo ingressou no serviço público como secretário da Intendência em 1917, Oficial do Registro Civil, Escrivão e Delegado de Polícia, Tabelião Público, Escrivão de Coletoria e Exator das Rendas Estaduais. Presidiu o Movimento Brasileiro de Alfabetização – MOBRAL, no Município de Bertolínia.
Foi também fazendeiro, criando inicialmente na fazenda Canavieira, vale do Rio Gurgueia, e depois na fazenda Dermária, de sua propriedade, no vale do Rio Esfolado, no município de Bertolínia.
Ingressando na política elegeu-se vereador à Câmara Municipal de Bertolínia, nas eleições de 27 de setembro de 1935 e 29 de fevereiro de 1948, oportunidades em que presidiu a Câmara Municipal. No pleito travado em 1950, elegeu-se vice-prefeito municipal de Bertolínia, elegendo-se para prefeito em 1954, e em 1962.
No exercício do cargo de prefeito municipal de Bertolínia, construiu entre outros, o edifício sede da Prefeitura Municipal, o Mercado Público e um clube social que foi arrendado a particulares, onde depois foi construído o prédio da Câmara Municipal. No campo propriamente político, presidiu os diretórios municipais do PSD e da ARENA. Foi chefe político de grande expressão no contexto regional, sendo duramente perseguido durante o regime militar.
Foi casado com Maria Martins de Miranda Rocha (D. Cotinha Miranda), e foram os pais de Eunice de Miranda e Silva.
Dermeval Rocha faleceu em 21 de outubro de 1982, em sua residência, na cidade de Bertolínia. Em sua homenagem ergue-se uma escola municipal na localidade Chapada, no município de Sebastião Leal, e uma rua em Bertolínia.